# 빅토리아수련속
빅토리아수련속은 식물학자 존 린들리(John Lindley)가 아마존에서 발견한 식물의 속이다. 세계에서 제일 큰 잎을 가진 식물로, 큰 것은 잎의 지름이 3m나 된다. 꽃은 이틀동안 핀다. 첫째날 하얀색에서 둘째날 분홍색으로 물들며 가라 앉는다. 강한 향기로 벌레를 유인해 가두었다가 풀어주는 방법으로 꽃가루를 묻혀 수정한다. 빅토리아 수련은 2종이 있으며, 아마존빅토리아수련(V. amazonica)이 크루지아나빅토리아수련(V. cruziana)보다 조금 크다.